# Pillerstarr
Pillerstarr (Carex pilulifera) är en Europeisk växtart inom släktet starrar och familjen halvgräs. Den påträffas på hedar, på grässlätter och i skogar från Makaronesien i söder till Skandinavien i norr. Den blir upp till 30 cm hög, med två till fyra honax och ett enda hanax högst upp i blomställningen. Strået böjer sig ned mot marken allteftersom fröna mognar, så att de kan plockas och spridas av myror av arten Myrmica ruginodis. 

## Beskrivning
Strået på pillerstarr blir 8-30 cm långt och ofta är det påtagligt böjt. Bladen är 5-20 cm långa, 1,5 - 2 millimeter breda och ganska platta. Rotstjälkarna, med nya skott, är mycket korta, vilket gör att växten bildar täta tuvor. 